# Srećko Horvat

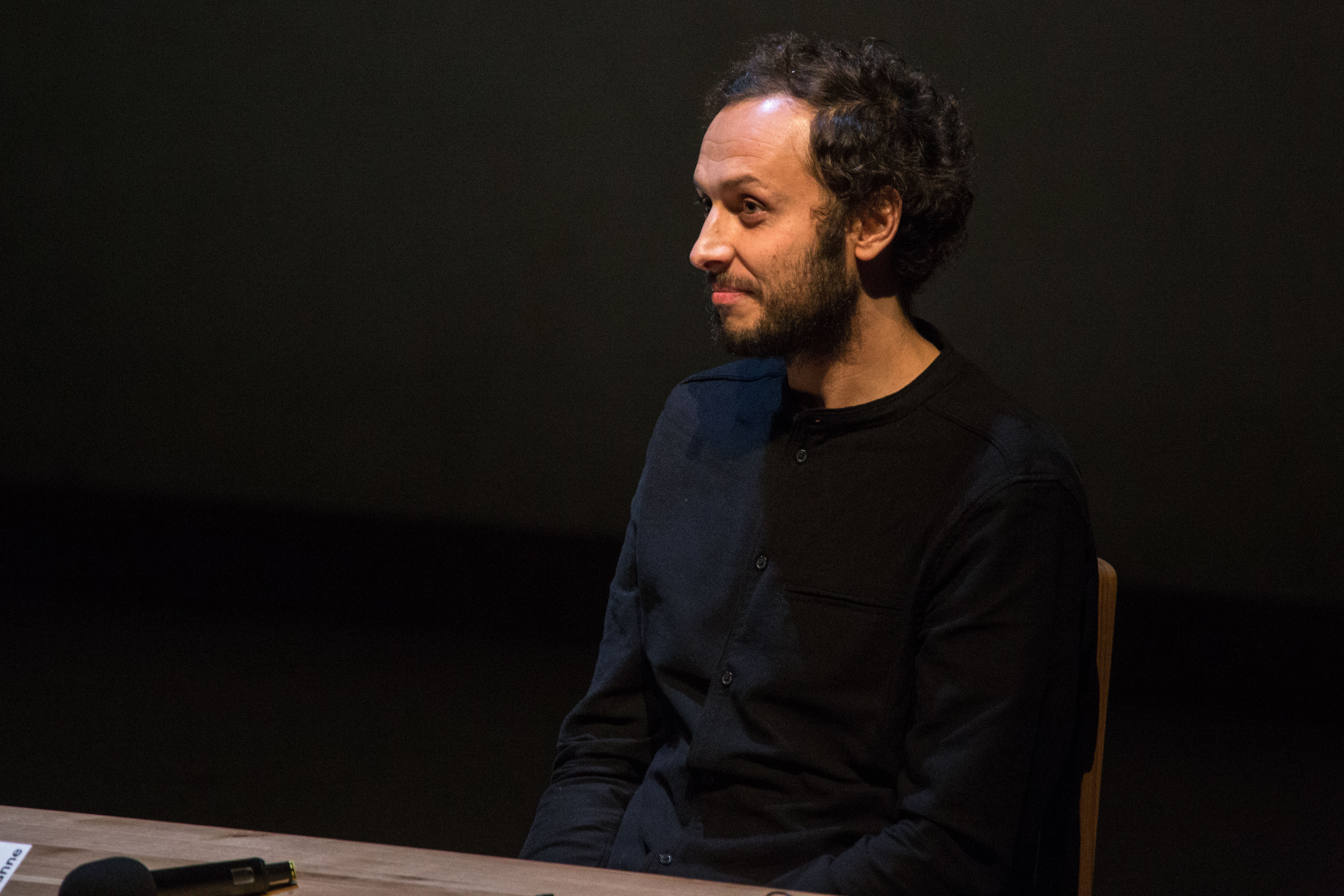
Srećko Horvat

Srećko Horvat (* 1983 in Osijek, SFR Jugoslawien) ist ein kroatischer Philosoph und Autor. Bekannt ist er vor allem durch seine Tätigkeit als Direktor des Subversive Festivals in Zagreb.

## Leben
Horvat lebte die ersten 7 Jahre seines Lebens in Deutschland, bevor er 1990 nach Jugoslawien, in die Sozialistische Republik Kroatien, zurückkehrte. Derzeit lebt er in Zagreb. Horvat publiziert hauptsächlich Reiseberichte, u. a. über Mali, Ägypten, Israel und China. Neben dieser Tätigkeit arbeitet er auch als Kolumnist und Übersetzer, etwa für den britischen Guardian.

## Politische Tätigkeit
Horvat gilt als eine zentrale Figur der neuen Linken Kroatiens und der Balkanländer. Vor allem dem EU-Beitritt Kroatiens steht er kritisch gegenüber. In seinen Veröffentlichungen verfolgt er aber auch die Proteste in den westlichen Ländern, etwa die Occupy-Bewegung, und den Arabischen Frühling. Im deutschsprachigen Raum ist er vor allem bekannt für seinen Interviewband Nach dem Ende der Geschichte, in dem er einige der einflussreichsten politischen Intellektuellen der Gegenwart zu ihrer Haltung gegenüber z. B. Occupy Wall Street, dem chinesischen Modell des Kapitalismus, aber auch dem Poststrukturalismus und Postkolonialismus interviewte. Aufsehen erregte dieser Band vor allem dadurch, dass er so unterschiedliche Denker wie (u. a.) Francis Fukuyama, Terry Eagleton, Stéphane Hessel, Slavoj Žižek und Gayatri Spivak versammelte.
Srećko Horvat ist Mitglied der Partei Democracy in Europe Movement 2025.
Srećko Horvat ist Unterzeichner der 2017 veröffentlichten Deklaration zur gemeinsamen Sprache der Kroaten, Serben, Bosniaken und Montenegriner. Er ist Gründungsmitglied der Progressiven Internationalen.

## The Subversive Festival
2008 gründete Horvat, gemeinsam mit Nikola Devčić und Dora Baras, das Subversive-Festival, das jährlich in Zagreb stattfindet. In der Organisation des Festivals betätigt er sich als Organisator der internationalen Konferenz und des subversiven Forums, das dem Filmfestival Vorträge und Diskussionsveranstaltungen zur Seite stellt. Der Anspruch des Festivals ist, ein Forum für kritische Stimmen zu schaffen und so auf den demokratischen Diskurs Europas Einfluss zu nehmen. Die politische Ausrichtung des Festivals kann der undogmatischen, postsowjetischen Linken zugeordnet werden; das Augenmerk liegt vor allem auf emanzipatorischen Themen und der Nationalismuskritik. Prominente Gäste waren z. B. Slavoj Žižek, Chantal Mouffe, Ernesto Laclau, der Filmemacher Oliver Stone, sowie der Vorsitzende des linken griechischen Parteienbündnisses SYRIZA, Alexis Tsipras. Aus Deutschland erhält das Festival Unterstützung von der Heinrich-Böll-Stiftung und der Rosa-Luxemburg-Stiftung.

## Veröffentlichungen

### Bücher
- Pažnja! Neprijatlj prisluškuje. 2011
  - Nach dem Ende der Geschichte. Vom Arabischen Frühling zur Occupy-Bewegung. Übersetzung aus dem Kroatischen von Blažena Radaš. Laika-Verlag, Hamburg 2013, ISBN 978-3-942281-45-4
- mit Slavoj Žižek: Što Europa želi? 2013
  - Was will Europa? Rettet uns vor den Rettern. Laika-Verlag, Hamburg 2013, ISBN 978-3-942281-68-3
- The Radicality of Love. Polity, 2015, ISBN 978-0-7456-9114-5
  - Die Radikalität der Liebe. Aus dem Englischen von Alexander Kasbohm. Laika-Verlag, Hamburg 2016, ISBN 978-3-944233-54-3
- After the Apocalypse. Polity, 2021, ISBN 978-1-5095-4008-2

### Artikel (in deutscher und englischer Sprache)
- "The easiest way to the Gulag is to joke about the Gulag" (Open Democracy)
- "Why the EU needs Croatia (even more than Croatia needs the EU)" (Open Democracy, 2012)
- "Europe: are there Nazis living on the moon?" (Open Democracy, 2012)
- "Croatia has become the latest member of the EU periphery" (The Guardian, 2013)
- "The land of blood and money" (Eurozine, 2012)
- spiegel.de vom 21. August 2017: Zeichen der kommenden Apokalypse